# 金城武
金城 武（かねしろ たけし、1973年10月11日 - ）は、台湾の台北生まれの俳優。かつては歌手としても活動していた。日本人の父親と台湾人の母親との間に生まれ、沖縄県出身の祖父を持つ。日本国籍。身長178cm体重72㎏。姪（同母異父兄の娘）はモデルのU（曾宇璦）。

## 概要
誕生日が11日であることから、十と一を合わせて「士」（士＝武士の通称。また、別称である侍を指す場合もあり、この場合には士（さむらい）と呼ばせる）で、父親が勇敢な武士になるよう望み、両方を合わせると武士となるため、「武」と名付けた。台北市内の、日本人などの外国人の多く住む高級住宅街天母で育った。中学までは台北日本人学校に通い、高校からは台北アメリカンスクールに通う。高校時代にスカウトされCMに出演し芸能界デビュー。卒業後は歌手としてスタートした。台湾でのアイドル時代は、ジミー・リン、アレック・スー、ニッキー・ウーと並んで台湾四小天王と呼ばれていた。日本語・北京語・広東語・台湾語・英語が堪能で、主に日本・中国・香港・台湾の東アジア地域で、映画・ドラマ・CM出演など幅広く活躍している。

## 来歴
高校時代にスカウトされ、清涼飲料水のCMに出演し芸能界デビュー。映画への初出演は、チン・シウトン監督の『ワンダー・ガールズ 東方三侠2』で、新興宗教の教祖役で出番から15分足らずで生首になるという役だった。
香港に仕事で訪れた際、ホテルのロビーで偶然に居合わせた映画監督のウォン・カーウァイに見初められ、香港映画『恋する惑星』（1994年）に出演。その後も同監督作品をはじめ香港映画への出演で頭角を表し、国際的に活躍する俳優となる。1990年代後半からは、日本のドラマやCMにも出演し、顔を知られるようになる。日本の芸能界デビューは『聖夜の奇跡』（1995年）で、台湾からの留学生役として出演した。『神様、もう少しだけ』（1998年）が大ヒットしたことにより、日本で爆発的な知名度を得ることになった。日本では、アミューズに所属していた。現在は、香港・中国・台湾・日本など各地で放映される映画やテレビ番組、CMで、それぞれの国の言語を操って出演する姿を見ることが出来る。
活躍の場はアジア地域に留まらず、1998年にアジア人として初めてプラダのワールドキャラクターになった。これはミウッチャ・プラダ（Miuccia Prada）が、『天使の涙』での金城を見て気に入ったためとのことである。2004年に出演したチャン・イーモウ監督作品『LOVERS』は、アメリカのゴールデングローブ賞・外国語映画賞にノミネートされた。
2008年6月20日、サッカー選手のカカやデビッド・ベッカムに続いて、アジア人としては初のエンポリオ・アルマーニの広告塔に起用された。同ブランドは起用理由について、「彼はアジアの著名スターとしてアジアだけでなく欧米でも名が通っており人気がある。軽やかな印象は非常に近代的で洗練されていると同時に、天性の魅力を持っている。彼の人柄と美貌は完璧にエンポリオ・アルマーニに調和するため、彼はエンポリオ・アルマーニコレクションには最高の男であり、また理想的な広告塔だ」とコメントし、金城を絶賛している。契約料は約1億1000万円と言われており、中華圏市場に注力している同ブランドでは、中国だけで2008年中に13店舗の出店を計画している。
2008年10月30日、台湾のアカデミー賞といわれる第45回金馬奨で優れた台湾映画人におくられる「年度台湾傑出電影工作者」部門にノミネートされたが、エントリーの手続き中に失格となり7時間後に受賞資格を剥奪された。日本人の父と台湾人の母の間に生まれたが、日本国籍を持っていることが理由になった。これにより、『海角七号 君想う、国境の南』の監督魏徳聖と、照明デザイナーの李龍禹が同賞の候補として残り、魏徳聖が受賞した。
2018年6月25日、アカデミー賞を主催する映画芸術科学アカデミーは金城ら928人を新たな会員候補として選定、本人が受諾すれば、アカデミー賞に投票権を持つことになる。

## 人物
- 自らのアイデンティティについて「父からお前は日本人だと言い聞かせられながら育ったので、小さい頃は日本人だと思っていたんです。でも、最近は自分でもよくわからない。今のところは意味があると思えないから、深く考えるつもりはありません」と語っている[20]。
- 日本語・北京語・広東語・台湾語・英語が堪能であるが、目を閉じて眠りにつくとき、普段は日本語で夢を見るという[21]。
- デビュー当初は歌手として活動しており、ウォン・カーウァイに見初められ、『恋する惑星』（1994年）に出演したが、ウォン・カーウァイが歌手から俳優に転身するきっかけをつくってくれたと語っている[21]。
- 自らを「友人や家族と出かけ、酒を飲み、映画を見て、本を読むのが好きな普通の男」と語っており、哲学、中国古典文学、日本の漫画[21]、ゲーム好きであり、『鬼武者』シリーズの主人公、明智左馬介役（CGモデルと声優）として自ら出演、制作にも参与した。
- 子供の頃から志村けんを尊敬しており[22]、日本アジア航空の台湾キャンペーン広告で共演を果たした[23]。
- 子供の頃に日本の歌を聴いていたため、自分が生まれる前の古い曲も知っている。
- インリンとは幼馴染で、台北市内の同じマンションに住んでおり、小さい頃からドッジボールなどをして遊んでいた[24]。金城武も金城武の兄も昔からカッコよく近所でも目立っていたが、ちょっと崩れた人がタイプのインリンは、金城武ではなく同じマンションの別の人を好きになってしまい、インリンが相手にされていなかったわけではないという[24]。
- 嫌いな食べ物はパイナップル。台湾の代表的なお菓子の鳳梨酥（パイナップルケーキ）は食べられるが、生のパイナップルは苦手。
- シャイな性格といわれ[25]、メディアの取材にもほとんど応じない。その理由は「何を話していいかわからない」からだという[21]。また、プライベートは完全非公表なため、完全に謎に包まれており、シルヴィア・チャンは「彼には、他の誰にも見られないスター性を持っている」として、むしろその謎がファンにとって魅力的なものになっていると評している[21]。
- ネイティブに日本語が話せる韓国の俳優キム・ジェウクは、「アジアで例を挙げると金城武さんなどが、さまざまな国の映画をその国の人であるかのように演じています。僕もそういった道を行ったらいいのではないですかね」と希望を語っている[26]。
- 『ニューズウィーク』は、金城武を「Japanese heartthrob」と報じている[27]。
- 幼少期は台湾で生活していたが、当初は日台ハーフ故に周りからの好奇の目に困惑していたといい、この頃に感じた「孤独」が、後の金城武に「大きな影響を与えた」と台湾メディアのインタビューで度々答えている[8]。
- 日刊ゲンダイの報道によると、台湾で養鰻業を営んでいた金城の父は、日本のうなぎを台湾に持ち込んだ人と呼ばれており、日本の鰻業界にも多大な影響を与えたレジェンドだという[28]。金城自身、幼少期に鰻の養殖現場を父親に連れられてよく見に行っていた。
- 中華圏ではジャッキー・チェンと並ぶ知名度と人気を誇り[1]、「アジアの大スター[8]」「アジアを代表するスター[1]」「アジアンスーパースター[29]」「世界的映画スター[30]」「中華圏を代表する俳優[31]」「アジアで最もホットな男性俳優[27]」「他に類をみないアジアのスター[21]」「台湾を代表する『男神』[32]」「アジアを代表する大スター[33]」「アジアンスター[34]」とも呼ばれる。
- 「私は、アクション俳優ではありません。ジャッキー・チェンやジェット・リーのようにはなれない」と語っている[21]。
- 台湾の歌手であるジョリン・ツァイは金城武の大ファンであり、好きなタイプも金城武である[35][36]。
- 中国の女優であるチン・ランは金城武の大ファンであり、スタッフ6人が金城武のマスクを着用したチン・ランの誕生日会をおこなっている[37]。
- チベット仏教を信仰している[38]。
- 香港の女優である林莉（中国語版）は、金城武の大ファンであり、金城武と共演することが最大の目標であり、「もしも彼と恋人役を演じられたら」という質問に「もちろん、自分の気持ちを全てぶつけるわ」と答えている[39]。
- 『レッドクリフ』（2008年）において、梁朝偉演じる周瑜の妻・小喬役で映画デビューを果たしたリン・チーリンは、撮影中に心を奪われたのは「夫」の梁朝偉ではなく、諸葛孔明役の金城武だったと明かしており、金城武にお茶を運ぶシーンで、金城武を一目見た途端「なんてカッコいいの!」と頭がボー然となり、セリフまで忘れてしまい、「スタッフに注意されてやっと我に返った」と語っている[40]。また、『恋するシェフの最強レシピ』（2017年）に 友情出演したリン・チーリンは、金城武という名前を聞いただけで、脚本を見ることもなく出演を承諾し、金城武について「とても深い考えの持ち主で、人が見えない部分までよく見えている」と語っている[41]。
- 中国の女優であるチョウ・ドンユィは、カレンダーを買ったこともあるほどの金城武のファンであるが、金城武と共演した『恋するシェフの最強レシピ』（2017年）で、ホテルを貸し切ってのロケは時間に制約があるため、36時間以内に終わらせる必要があったが、金城武は不眠不休の撮影に挑み、難なくやり遂げ、「カッコいいだけじゃなく、体力があることにも驚いた」という撮影中の秘話を明かしている[42]。
- ピーター・チャン監督とは、4作品タッグを組んでいるが、監督した『君さえいれば/金枝玉葉』（1994年）の上映館のとなりで、ウォン・カーウァイの『恋する惑星』（1994年）が上映されており、そこで出演していた金城武を「発見」し、「これまでに見た若手俳優の中で、心を動かされたのは彼だけ」と、運命を感じたことを明かしている[42]。
- ヤスミン・アフマド監督の『細い目』（2004年）は、金城武が大好きなマレー系マレーシア人の少女・オーキッドと、屋台で海賊版のビデオCDを売る華人系マレーシア人の少年・ジェイソンが恋に落ちるラブストーリーである[43]。
- 2008年2月13日、台湾の104人力銀行（中国語版）がおこなったアンケート「バレンタインデーを一緒に過ごしたい有名人」では、男性部門の1位が金城武、2位がアンディ・ラウ、3位が羅志祥だった[44]。
- 2009年8月30日、台湾のBloggerAdsが20歳以上の未婚会員を対象に「理想の恋人」アンケートを実施し、男性部門では、トップが金城武、2位アンディ・ラウ、3位阮經天だった[45]。
- 2009年、台湾メディアは、金城武がオークションへの出品を計画していると報道した[46]。愛用品やCM撮影で使用した服を販売し、売上金をチャリティー基金に寄付するという[47]。
- 東日本大震災の際には、募金活動を行っていたことを所属事務所が公表した。
- 日本映画に対しては、「完ぺきに製作された大型テレビ番組のよう。映画の技法は完成されているけれど、柔軟さがなくて、どれも似ている感じがする」と発言した[48]。
- 2014年2月13日、台湾のyes123求職網が実施したアンケート「理想的な恋人」において、男性トップが金城武（41.2%）、2位アンディ・ラウ（33.8%）、3位梁朝偉（20.9%）だった[49]。
- 2014年8月20日、メイデイとエバー航空から指名を受け、アイス・バケツ・チャレンジに参加し、その模様をYouTubeで公開したが、次の挑戦者の指名もせず、自ら口を開くこともしなかったが、「たくさんの人が見てくれて、自発的に社会問題に関心を持っていただければと思います。挑戦しなければいけない、ということではありません」というメッセージを字幕で表示し、協力を強要せず、除湿機の水を使うなどの態度は、多くの人から称賛を浴びた[31][50]。
- 2014年、香港メディアは、中国当局が10月20日までに、香港の民主化要求運動を支持しているとして、芸能人29人を「推薦しない」とする指示したと報じた。「推薦しない」は事実上、テレビ番組など新たな制作や、これまでに出演した作品の放送をしないなどの「特定の芸能人を干す」命令と言ってよい。日本人の父と台湾人の母の間に生まれ、中華圏でも人気の高い金城武も「推薦しない」リストに含まれているという[51]。香港では、2017年に実施される行政長官（首長）の選出は、西側国家並みの民主的選挙によるべきだとする考えの人が、市街地の占拠活動などを続けている。中国側は、大陸側と協調路線を取る人だけを立候補者にできる「事前推薦制度」の導入を表明しており、民主化要求を非難し続けている[52]。香港メディアは、リストに含まれているアンディ・ラウ、トニー・レオン、チョウ・ユンファさんらは、市街地占拠を支持したことは一切なく「暴力的な対応に反対しているだけ」と指摘。「さらに理解に苦しむのは、アン・リーさんと日台混血の金城武さんは、発言を全くしていないのに、リストに入れられた」と、中国当局の対応に疑問を示した[53]。
- 2014年12月24日、中国の検索エンジン百度は、2014年に検索された日本に関するキーワードのカテゴリ別ランキング結果を発表、「男性芸能人」は、1位「金城武」、2位「矢野浩二」、3位「小栗旬」という結果だった[54]。
- 2017年11月27日、ウェイボーに「ウェイボーに公式ページを開いてほしい芸能人や有名人って誰がいる?」と書き込まれ、日本人では「小栗旬」「金城武」「新垣結衣」「羽生結弦」「山下智久」などの名前が上がった[55]。
- テレビ朝日系列の『陸海空 こんなところでヤバいバル』が世界各国で「あなたの知ってる日本人は?」という街頭調査を実施し、世界で一番有名な日本人は誰なのかを調査した結果、金城武は第20位である[56]。
- 長らく活動の拠点を置いていたのは台北であるが、2021年現在、台湾に住んでいない[1]。
- 中華圏メディアでは、度々結婚説が報じられているが、金城武のマネージャーである姚宜君は、「プライベートを一切明かさず神秘的すぎるので、勝手な憶測が飛び交うのだろう」と語っている[57]。
- 2000年以降は1年に1作、あるいは数年に1本しか出演作がなく、ここ10年余り（2012年 - ）は出演作が特に少なく[58]、プライベートも謎に包まれているため、「神秘的な存在」「謎めいた存在」「すっかりミステリアスな存在」というイメージを世間に与えている[59][60][61][62]。これについて金城武は、「全く神秘的じゃない。情報を公開しないだけ」「いい作品があれば挑戦したいと思っている。ただ、1年に何本という具体的な計画は持ったことがない。だから神秘的だと人に思われるのかもしれない」と語っている[61][62]。また、「自分は俳優であって、スターになりたいとは思わない」として、世間的にはもう一つの身分である金城武という世の中が勝手に作り上げたイメージがあり、「僕自身は決して、世間が思うような金城武じゃない」と語っており、その世間の人々が抱くイメージを守ろうとしたことで、「家に引きこもってオタクになった」と語っており、自宅に引きこもっていることについて、「以前は息苦しく思っていたけど、今はそうでもない」と語っている[59]。
- 1990年代から2000年代にかけては精力的に活動していたが、2010年代以降（特に2008年の『レッドクリフ』以降）は仕事をセーブしているといわれており[1]、そのため出演作品自体が少ない。2017年の主演映画『恋するシェフの最強レシピ』の公開前に宣伝を兼ねて中華圏メディアに出演したが、それ以降は2019年に台湾の飲料メーカーのCMに出演した程度であり、SNSなども一切やっていないため、近況やプライベートは完全に謎に包まれており、「本人が宣言したわけではないですが、事実上のセミリタイア状態といえる状況です。しかも、彼は世界各地に不動産を所有しているとの噂があり、そこからの収入で一生暮らせると台湾メディアが報じたこともあります」「今年（2021年）、アプリゲームのCMに起用された際、『撮影のために1カ月前から台湾に戻ってきた』とニュースで報じられ、外国に住んでいることが発覚しました。どの国かは不明ですが、あのクラスのスターになると移動は基本的にプライベートジェット。しかも、金城武は若いころから夜の街で遊び歩いたりする派手なタイプではないため、中華圏のパパラッチも彼の足取りを追うのはかなり大変みたいです」という報道もある[1][30]。
- 作品数やメディアへの露出が少ないことが、逆説的に神秘性やカリスマ性を際立たせているという指摘があり、中国メディアが「金城武といえば、謎の多い人物という印象が強いでしょう。芸能界でミステリアスというレッテルを貼られているアーティストは、ほんの一握りです。情報の流れが速い時代には、作品数、話題性、露出度、ゴシップまでがアーティストの輝きを失わせるため、それを保護するカードになる。映画界のトップに君臨し続けるのは、作品数が少なく、ミステリアスな存在である金城武だけである」と報道している[63]。
- 香港映画業界の動物虐待について、厳しく批判している[64]。
- 渡辺直美は、テレビ番組内で金城武のファンであることを公言している[65]。
- フジテレビアナウンサーの島田彩夏は、金城武が主演した同局製作の連続ドラマ『神様、もう少しだけ』から強い影響を受けたことを明らかにしている[66]。

## 出演作品

### 映画
太字は主演を示す。
| 製作年 | 邦題 原題・華題                                              | 制作地              | 役名                       | 備考                                                  |
| ------ | ------------------------------------------------------------ | ------------------- | -------------------------- | ----------------------------------------------------- |
| 1993   | ワンダー・ガールズ 東方三侠2 現代豪侠傳                      | イギリス領香港      | ホン                       | 日本では劇場未公開                                    |
| 1994   | 恋する惑星 重慶森林                                          | イギリス領香港      | 警官223                    |                                                       |
| 1994   | 金城武 ソルジャー・ボーイズ 報告班長3                        | 台湾                | 鉄頭                       | 日本では劇場未公開                                    |
| 1994   | 人魚伝説 第六感奇縁                                          | イギリス領香港      | ケンジ                     | 日本では劇場未公開                                    |
| 1995   | 金城武の香港犯罪ファイル 沈黙的姑娘                          | イギリス領香港      | クー                       | 日本では劇場未公開                                    |
| 1995   | 金城武 スクール・デイズ 學校覇王                             | イギリス領香港      | 鷹                         | 主題歌担当、日本では劇場未公開                        |
| 1995   | チャイナ・ドラゴン 中國龍                                    | イギリス領香港      |                            | 日本では劇場未公開                                    |
| 1995   | 危険な天使たち 新紮師兄追女仔                                | イギリス領香港      | ガーリック                 |                                                       |
| 1995   | 天使の涙 堕落天使                                            | イギリス領香港      | モウ                       |                                                       |
| 1995   | 死角都市・香港 冇面俾                                        | イギリス領香港 台湾 | タン                       |                                                       |
| 1995   | トラブルメーカー 蝋筆小小生                                  | イギリス領香港      |                            | 日本では劇場未公開                                    |
| 1996   | フォーエバー・フレンズ 戦場への挑戦 四個不平凡的少年         | 台湾                |                            | 日本では劇場未公開                                    |
| 1996   | 金城武のピックアップアーティスト 重慶愛情感覺                | イギリス領香港      | ダーリ                     | 日本では劇場未公開                                    |
| 1996   | 冒険王                                                       | イギリス領香港      | パオ                       |                                                       |
| 1996   | 世界の涯てに 天涯海角                                        | イギリス領香港      | チュン                     |                                                       |
| 1997   | パラダイス! 両個只能活一個                                   | イギリス領香港      | モー                       |                                                       |
| 1997   | 初戀 初纒戀后的2人世界                                       | イギリス領香港      | ラム                       |                                                       |
| 1997   | ダウンタウン・シャドー 神偸諜影                              | イギリス領香港      | ジャッカル                 |                                                       |
| 1997   | 暗黒街/若き英雄伝説 馬永貞                                   | イギリス領香港      | ウィンジン                 |                                                       |
| 1997   | 炎の大捜査線2 火燒島之横行覇道                               | 香港 台湾           | ヤン                       |                                                       |
| 1997   | MISTY MISTY 迷霧                                             | 日本                | 武弘                       |                                                       |
| 1998   | 不夜城 SLEEPLESS TOWN                                        | 日本                | 劉健一                     |                                                       |
| 1998   | アンナ・マデリーナ 安娜瑪徳蓮娜                              | 日本 香港           | ガーフ                     |                                                       |
| 1998   | ニューヨーク デイドリーム To Tired To Die 我的愛人、你的死神 | アメリカ合衆国      | ケンジ                     |                                                       |
| 1998   | 君のいた永遠(とき) 心動                                      | 香港                | ホウクァン                 |                                                       |
| 1999   | ターザン Tarzan                                              | アメリカ合衆国      | ターザン                   | 声の出演（日本版、香港版、台湾版）                    |
| 2000   | ラベンダー 薫衣草                                            | 香港                | エンジェル                 |                                                       |
| 2000   | スペーストラベラーズ 極盜狂熱份子                            | 日本                | 西山保                     |                                                       |
| 2002   | リターナー 武者回歸                                          | 日本                | ミヤモト                   |                                                       |
| 2002   | ターンレフト・ターンライト 向左走、向右走                    | 香港 シンガポール   | ジョン・リュウ             |                                                       |
| 2004   | LOVERS 十面埋伏                                              | 中国 香港           | ジン                       |                                                       |
| 2005   | ウィンター・ソング 如果・愛                                  | 香港                | リン・ジェントン           |                                                       |
| 2006   | 傷だらけの男たち 傷城                                        | 香港                | ヤウ・キンボン             |                                                       |
| 2007   | Sweet Rain 死神の精度                                        | 日本                | 死神・千葉                 |                                                       |
| 2008   | ウォーロード/男たちの誓い 投名状                             | 中国 香港           | チャン・ウーヤン           |                                                       |
| 2008   | レッドクリフ Part I 赤壁                                     | 中国 香港 日本      | 諸葛孔明                   |                                                       |
| 2008   | K-20 怪人二十面相・伝                                        | 日本                | 遠藤平吉                   |                                                       |
| 2009   | レッドクリフ Part II -未来への最終決戦- 赤壁：決戰天下       | 中国 香港 日本      | 諸葛孔明                   |                                                       |
| 2011   | 捜査官X 武侠                                                 | 香港 中国           | シュウ・バイジュウ         |                                                       |
| 2014   | The Crossing ザ・クロッシング Part I 太平輪                  | 香港 中国           | 厳沢坤（イェン・ザークン） |                                                       |
| 2015   | The Crossing ザ・クロッシング Part II 太平輪 彼岸            | 香港 中国           | 厳沢坤（イェン・ザークン） |                                                       |
| 2016   | 擺渡人                                                       | 中国                | 管春                       | 日本未公開                                            |
| 2017   | 恋するシェフの最強レシピ 喜歓・你                            | 香港 中国           | ルー・ジン                 | 映画祭での上映タイトルは 「こんなはずじゃなかった！」 |

### テレビドラマ
- 草地状元（中国語版） （1992年）【台湾】
- 聖夜の奇跡 （1995年）【日本】
- 神様、もう少しだけ （1998年、石川啓吾役）【日本】主演
- 二千年の恋 （2000年、野上浩／ユーリ・マロエフ役）【日本】中山美穂とW主演
- ゴールデンボウル （2002年、芥川周役）【日本】主演

### CM
- 信越放送（SBC） 放送番組紹介CM （1996年）
- 日産自動車 『ルキノ』
- 大塚製薬 『ポカリスエット』（1997年 - 1998年）
「象のサッカー 篇」
「寝起き 篇」
- ライフカード （1996年 - 1998年）
「ぜんぜんオッケー 篇」
「お会計 篇」
「仔犬 篇」
- 角川書店（1997年 - 1998年）
『'97 角川文庫の名作100』
『角川文庫創刊50周年 '98 夏の名作150フェア』
- 日本アジア航空（1998年 - 2001年）
『台湾新発売。』
『本場に会おう台湾で。』
- NTT 『タウンページ』（1998年）
「探しもの見つかった? 篇」
- UCC上島珈琲 『グアルジャー』（1998年）
- ジオス （1998年 - 200?年）
- 森永製菓 森永チョコレート『ダース』
「思い出は数じゃない。篇」
- エフティ資生堂 『BOLTY』
「デケデン! 篇」
- ライコス 『エキサイト・インターネット検索ユーザー』
- 三菱電機 NTTドコモ『D505i、D505iS』
- Volvic
- ソニー『VAIO』
- Biotherm
- Emporio Armani（2008年 - ）
- トヨタ自動車 『MarkX ZiO』（2008年 - ）
- 三菱自動車『ギャラン』（台湾）
- 北京現代『悦動（エラントラ）』（中国）
- 大塚食品  『シンビーノジャワティ』
- サッポロビール 『冷製SAPPORO』
- CITIZEN 『ATTESA』（2012年 - ）
- エバー航空（2013年）
- NCSOFT『リネージュ2M』（2021年）[68]

### テレビゲーム
- 鬼武者シリーズ（明智左馬介）
  - 2001年 「鬼武者」（カプコン）
  - 2003年 「鬼武者 無頼伝」（カプコン）
  - 2004年 「鬼武者3」 （ジャン・レノとゲーム上で競演） （カプコン）
  - 2018年 「鬼武者」（HDリマスター版）（カプコン）[69]

## 音楽作品

### アルバム
- 「分手的夜裡」 （1992年）
- 「只要你和我」 （1993年）
- 「温柔超人」 （1993年）
- 「可依靠的好朋友」 （1994年）
- 「失約」 （1994年）
- 「標準情人」 （1994年）
- 「給我心愛的人」 （1995年）
- 「偸偸的醉」 （1995年）
- 「多苦都願意」 （1996年）
- 「精選集 MEMORIES」 （1996年）
- 「金城武の精選歌集」 （1998年）

## 写真集
- 『made in HEAVEN』（角川書店、1997年7月）ISBN 978-4048528023
- 『金城武写真集　RYU★KENICHI』（角川書店、1998年5月）　ISBN 978-4048529327
- 『君のいた永遠(とき)』（角川書店、1999年9月）ISBN 978-4048531313
- 『金城武写真集　Returner MIYAMOTO』（角川書店、2002年8月）ISBN 978-4048535465
- 『LOVERS PHOTO BOOK』（角川書店、2004年9月）ISBN 978-4048537841
- 『金城武写真集　Chiba Takeshi Kaneshiro』（角川メディアハウス、2008年3月）ISBN 978-4048949163

## 受賞歴
- 1998年
  - 第18回ザテレビジョンドラマアカデミー賞 主演男優賞（『神様、もう少しだけ』）[70]
- 2017年
  - 第2回ゴールデン・スクリーン・アワード主演男優賞（『恋するシェフの最強レシピ』）